# Dzień Sołtysa
Dzień Sołtysa - coroczne polskie święto obchodzone, w większości przypadków na terenie kraju, 11 marca. Lokalnie można napotkać inne daty. Pochodzenie nie jest znane, jednak w ostatnich latach staje się coraz popularniejsze w gminach wiejskich.

## Znaczenie i cel
Święto to ma na celu okazanie wdzięczności i szacunku sołtysom za ich pracę oraz zwrócenie uwagi społeczeństwa na rolę sołtysa w polskiej wsi. Z okazji tego święta w organizowane są spotkania, biesiady i konkursy, a na wielu oficjalnych stronach internetowych urzędów gminy i miasta składane są przez wójtów i burmistrzów życzenia dla lokalnych sołtysów i radnych rad sołeckich.

## Obchody
- Z okazji Dnia Sołtysa Gminna Biblioteka Publiczna w Wiązowie zorganizowała spotkanie dla wszystkich sołtysów z gminy Wiązów. Na spotkanie przybyli przedstawiciele gminy. Dla zaproszonych gości przewidziano wiele atrakcji i konkursów. Burmistrz przywitał sołtysów, dziękując im za współpracę na rzecz społeczności lokalnej. Miłym zaskoczeniem było wręczenie przez burmistrza upominków dla sołtysów w postaci aparatu cyfrowego, który ma służyć do dokumentowania działań w każdej wsi[4].
- W miejscowości Giżyn (powiat pyrzycki) z okazji Dnia Sołtysa zorganizowano wyjazd do Bornego Sulinowa dla sołtysów, rad sołeckich oraz osób czynnie biorących udział w życiu społecznym mieszkańców. Celem wyjazdu była m.in.: integracja społeczna z osobami działającymi w sołectwach, wymiana poglądów i problemów, z jakimi boryka się współczesna wieś[5].
- Z tej okazji burmistrz miasta i gminy Mrocza zorganizował spotkanie dla wszystkich sołtysów z gminy oraz przewodniczących osiedli w mieście Mrocza. Wszyscy sołtysi oraz przewodniczący osiedli otrzymali w prezencie teczki konferencyjne[6].
- 11 marca w Gminnej Bibliotece Publicznej w Żarnowie (powiat opoczyński) odbyły się obchody Dnia Sołtysa. Każdy sołtys otrzymał dyplom Super Sołtysa 2010[7].
- W świetlicy wiejskiej w Brzesku (powiat pyrzycki) odbyło się spotkanie z okazji Dnia Sołtysa. Burmistrz Pyrzyc zaprosił na kameralną uroczystość wszystkich Sołtysów i przedstawicieli Rad Sołeckich, którym złożył życzenia pomyślności, wytrwałości i zdrowia, a także pogratulował aktywności i wielu interesujących przedsięwzięć na wiejskich obszarach gminy[8].
- W 2009 roku Media Regionalne Sp. z o.o. (wydawca dziennika "Gazeta Lubuska” i wydania internetowego gazety) zorganizowała plebiscyt "Nasz Sołtys 2008". Kandydatów mogli zgłaszać czytelnicy oraz Krajowe Stowarzyszenie Sołtysów. Głosować można było wypełniając kupony bądź wysyłając SMS-y. Zwycięzca otrzymał nagrodę pieniężną w wysokości 3 000 PLN[9].
- W roku 2011 z okazji Dnia Sołtysa Gazeta Olsztyńska zorganizowała konkurs pt. "Najpopularniejszy Sołtys Warmii i Mazur". Mieszkańcy mogli zgłaszać kandydatów do 11 marca, po czym odbyło się głosowanie drogą SMS-ową[10].
- W lipcu w Sompolnie odbywa się konkurs na Najlepszego Sołtysa Regionu Konińskiego organizowany przez Krajowe Stowarzyszenie Sołtysów.

## O Dniu Sołtysa w mediach
- Z okazji Dnia Sołtysa postać i rolę sołtysa przybliżyło Radio Kielce[11].

- O Dniu Sołtysa żartobliwie wspomniano także na antenie Radia Złote Przeboje[12].

- W Radiu Białystok o święcie słuchaczom przypomniała relacja redaktora Adama Dąbrowskiego[13].

- W lokalnym miesięczniku "Szept Postomina" w gminie Postomino na pierwszej stronie znalazła się informacja o obchodach tego święta[14].

## Inne terminy obchodów
- W dniu 11 marca z okazji Dnia Sołtysa wójt gminy Łuków złożyła życzenia wszystkim sołtysom. Jednocześnie przypomniała, że podobnie jak w ubiegłym roku, gminne święto sołtysa będzie obchodzone w maju, w dniu św. Izydora Oracza, którego sołtysi z gminy wybrali na swojego patrona[15].

- W gminie Ciechanowiec (woj. podlaskie) święto obchodzone jest w sierpniu. Z tej okazji w 2006 roku burmistrz Ciechanowca podjął sołtysów z gminy Ciechanowiec na uroczystej kolacji w reprezentacyjnej sali Muzeum Rolnictwa im. ks. K. Kluka[16].

- W powiecie stalowowolskim (woj. podkarpackie) powiatowy Dzień Sołtysa obchodzony jest w czerwcu[17].